# Somaly Mam
Somaly Mam (Jemer: ម៉ម សុម៉ាលី /mɑːm sɔmaliː/, nacida en la Provincia de Mondolkirí, Camboya en 1970) es una activista camboyana en favor de los derechos humanos especialmente de las mujeres y que se ha dedicado a combatir el problema del tráfico humano. Entre 1996 y 2014, Somaly se involucró en campañas contra el tráfico sexual y creó la Fundación Somaly Mam para recoger fondos en beneficio de niñas y mujeres víctimas de tráfico, lo que la llevó a aparecer en programas de televisión de varios países y a ser invitada a eventos internacionales. 
Entre 2012 y 2013 el periódico camboyano en inglés The Cambodia Daily y en mayo de 2014 Newsweek, presentaron reportes en los cuales denunciaban que las historias presentadas por Somaly acerca de que ella misma había sido una víctima de tráfico sexual durante su niñez, eran todas fabricadas. Las alegaciones hicieron que los directivos de su propia Fundación iniciaran una investigación al contratar a Goodwin Procter, una firma de leyes de Boston, para corroborar todos los datos que habían sido la principal inspiración de Somaly en su lucha, así como el caso de varias de sus protegidas, que se presentaron como mujeres rescatadas de la esclavitud sexual. Los resultados de dicha investigación hicieron que Somaly renunciara de manera inmediata y que la Fundación fuera clausurada en octubre de 2014. En la actualidad, ella continúa en sus campañas de recoger fondos para ayudar a víctimas de tráfico humano y niega que sus historias fueran inventadas. Por su parte, la revista femenina Marie Claire presentó su propia investigación contradiciendo las versiones de The Cambodia Daily y Newsweek.

## Vida
Somaly nació en una familia rural en la Provincia de Mondolkirí, oriente de Camboya, en un clan del pueblo Phong. En el libro que escribió sobre su supuesta vida, menciona que su fecha de nacimiento fue 1970 o 1971. En el libro asegura además que fue a la escuela, pero que nunca pudo graduarse. Las investigaciones de Newsweek, en cambio, mencionan que sí se graduó y presentó como testigos dos antiguos compañeros de estudio y un profesor, pero en la investigación de Marie Claire, se presenta al director de la escuela que asegura que ella sólo atendió clases por tres años. Testigos entrevistados por Simon Marks en la provincia de Kompung Cham, dijeron que Somaly Mam era hija de un profesor de escuela de nombre Mam Khon y de la señora Pen Navy y que llegaron a una aldea llamada Thlok Chhrov, en donde viven muchos de los vecinos que los conocieron cuando era ella una niña. Según los testigos, la familia llegó a dicha aldea en 1981 y su padre daba clases en la escuela, así como la niña atendió estudios entre ese año, 1981 y 1987, cuando se fue de la casa y se distanció de la familia.  
Somaly asegura que fue abusada sexualmente por su abuelo hasta la edad de 14 años y que después de ello fue vendida a un burdel y obligada a la prostitución, además de que fuera obligada a casarse con un extranjero. Agrega además que se vio obligada a prostituirse ella misma en las calles para tener sexo con 5 o 6 clientes en un solo día. Acerca de esto, su exmarido Pierre Legros aseguró a Newsweek que la conoció en un bar público y legal cerca del Hotel Le Royal de Phnom Penh y en donde ella trabajaba allí de manera libre y sin ninguna presión. Después de ello, ambos comenzaron a salir y se la llevó para Francia en 1993 en donde se casan, para después divorciarse en 2008.
En 2005 publicó su libro "El Silencio de la Inocencia" donde narra los elementos más importantes de su historia como son que fue abusada sexualmente por su abuelo, nunca pudo terminar estudios, fue vendida a un burdel en Phnom Penh y esclavizada y conoció a su marido mientras ejercía la prostitución en las calles.

## Beneficencia y logros
Somaly trabajó como asistente de salud sin entrenamiento para Médicos Sin Fronteras y, en sus ratos libres, distribuía condones, jabón e información para mujeres en burdeles. En 1996 fue cofundadora de AFESIP (Agir pour les Femmes en Situation Precaire o "Actuando para las mujeres en las situaciones angustiantes"), una ONG camboyana dedicada a rescatar, dar cobijo y rehabilitar a mujeres y niños de Camboya, Laos y Vietnam que habían sido víctimas de explotación sexual. AFESIP emprendió campañas para presionar a las autoridades a realizar redadas en burdeles.
En junio de 2007, Somaly se convierte en la cofundadora de la Fundación Somaly Mam, una organización sin ánimo de lucro con sede principal en los Estados Unidos de América, para asistir a grupos que trabajan en contra del tráfico sexual y ayudar a mujeres y a niñas que han sido víctimas de esclavitud sexual. La Fundación atrajo rápidamente la ayuda financiera de líderes de empresas y estrellas de Hollywood, mientras que AFESIP continuó como la rama camboyana de la Fundación en Phnom Penh.
Después de que Newsweek publicara un reportaje en mayo de 2014 en el cual se demostraban inconsistencias en las historias de Somaly, la Fundación contrató a la firma Goodwin Procter de Boston para que corroborará la versión de Newsweek. Aunque las conclusiones no se hicieron públicas, ello causó su renuncia y el distanciamiento de la Fundación de la misma. En octubre de ese mismo año la Fundación dejó de existir. En enero de 2015, Somly y el antiguo director de operaciones de la Fundación, Rigmor Scheneider hicieron el lanzamiento de una nueva Fundación Somaly Mam como ente financiador de AFESIP. En la misma, la actriz AnnaLynne McCord hace parte del comité directivo a través de la organización Together 1 Heart.

## Inconsistencias en su historia

### Asesinato de 8 niñas
La revisión de su historia comenzó cuando ella hizo unos comentarios en las Naciones Unidas el 3 de abril de 2012, cuando daba una conferencia frente a un panel de Estados miembros, organizaciones internacionales de ayuda humanitaria y medios de comunicación en Nueva York. En dicha conferencia, Somaly dijo que 8 niñas habían sido asesinadas después de que su organización, AFESIP, había liderado una redada en un local de masajes del Hotel Chai Hour II en Phnom Penh de donde 83 mujeres y niñas fueron tomadas y protegidas en su centro de atención. Estas declaraciones fueron después desmentidas por ella misma, admitiendo que nunca hubo ningún asesinato que incluyera al ejército camboyano, como ella había sugerido, pero la historia y su falta de apruebas, atrajo la atención de los medios de comunicación y del periodista Simon Marks de Newsweek, que quiso saber más sobre la veracidad de todas sus historias.

### Secuestro y violación de su hija
La sorprendente invención de la muerte de las 8 niñas a manos del ejército, llamó la atención de The Cambodia Daily y en especial del periodista Simon Mark, quien comenzó a indagar más sobre la vida y las declaraciones de la activista camboyana. Ese mismo mes, el 25 de abril, dicho periódico en inglés publicó uno de los primeros artículos que revisarían su historial. En dicho primer artículo se reportó que el exmarido de Somaly y quien fuera además director de AFESIP, el francés Pierre Legros, había declarado que ella había alterado un incidente acerca de su propia hija en 2004, en el cual aseguró que la adolescente había sido secuestrada y violada por traficantes de personas como revancha por las redadas al Hotel Chai Hour II. En su autobiografía de 2007, Somaly escribió que los involucrados en el secuestro y violación de su hija habían sido dejados en libertad, aunque estaba pendiente un juicio. Legros, en cambio, declaró que la adolescente nunca había sido secuestrada, sino que había huido con su novio y que le parecía que la alteración de la historia tenía motivos publicitarios para la Fundación Somaly Mam. El embajador estadounidense de la época, Joseph Mussomeli, escribió en un cable diplomático de 2004 que la hija de Somaly había sido atraída por sus propios amigos para huir hacia la provincia de Battambang y que después fue encontrada en un club en compañía de tres hombres, los cuales fueron arrestados y acusados de tráfico humano, pero las autoridades camboyanas le dijeron a la prensa que no había ningún registro de tales eventos.

### Falsa víctima para el Canal France 2
En octubre de 2013, The Cambodia Daily publicó otra revisión de una de sus historias que tomó lugar en enero de 1998, cuando Somaly fue puesta en los medios internacionales al relatar el testimonio de una de sus protegidas, una joven de nombre Meas Rathá, quien fuera presentada como víctima de la industria sexual infantil en Camboya. La historia fue incluso destacada en la televisión francesa, en el show semanal Envoyé Spécial. Según Somaly, cuando Rathá tenía 14 años en la provincia de Takeo, fue vendida a un burdel nunca especificado en Phnom Penh en donde fue esclavizada sexualmente.
16 años después, esta Rathá, ya con 32 años y casada, le diría al periódico camboyano que el testimonio que dio al canal France 2 fue fabricado y escrito por Somaly como una manera de atraer donaciones para su Fundación. Rathá le dijo al periódico: "El vídeo que usted ve, cada cosa que dije, no es mi historia.

### Embajada de EE. UU. sabía
El 1 de junio de 2015 el periódico camboyano en inglés The Phnom Penh Post, publicó un artículo basado en un cable del Departamento de Estado del gobierno estadounidense en el cual se reconocía que era conocedor de las decepciones y malas prácticas de la organización liderada por Somaly Mam desde hacía varios años, mucho antes de que las mismas fueran reveladas a la opinión pública. El artículo cita un cable titulado "Somaly Mam bajo el microscopio" enviado al Departamento de Estado desde la Embajada de EE. UU. en Phnom Penh con fecha 8 de mayo de 2012. En el cable se declara que la historia del supuesto secuestro de la hija de Somaly en 2006 como represalia por las redadas en un burdel de Phnom Penh, ella continuó a sostener su versión a pesar del reporte hecho por la misma embajada en el cual se declaró que la adolescente no fue secuestrada, sino que huyó con sus amigos hacia Battambang. El cable de la embajada cita, además, fuentes de la comunidad de anti-tráfico en Phnom Penh que dicen que Somaly "está podrida hasta la médula", pero tomó la decisión estratégica de permanecer en silencio acerca de sus preocupaciones por el sistema de manejos de Afesip y su control financiero en general para evitar poner "otra ONG anti-tráfico en riesgo".

### El abuelo y la escuela
En las investigaciones de Simon Marks, el periodista de Newsweek, nunca se pudo comprobar la existencia del abuelo que, según Somaly, abusaba de ella y después la obligó a un matrimonio forzoso. Los vecinos que fueron testigos de la niñez de la activista aseguran que la familia llegó de Thlok Chhrov en 1981 desde la aldea de Thnort en Kompung Cham, posiblemente provenientes de Mondol Kirí y que sus padres eran el señor Mam Khon y la señora Pen Navy. Este Mam Khon era profesor de escuela, pero nadie recuerda a un abuelo. La niña empezó a ir a la escuela en 1981 hasta 1987, año en que obtuvo su diploma de bachillerato, según diferentes testigos que incluyen antiguos compañeros, profesores y el director de la escuela. Una vez terminó estudios en 1987, la joven se fue de la casa y se distanció de la familia, pero ningún testigo menciona cosas como matrimonios forzados a los 14 ni abuelos abusadores.

## Renuncia
El 28 de mayo de 2014, después de las denuncias de Neewsweek y de recibir el reporte de los abogados de Goodwin Procter, Somaly renunció a la Fundación. A fines del 2014 Somaly regresó a Nueva York con el ánimo de restaurar su reputación y hacer un lanzamiento de una campaña de relaciones públicas y contrató a la firma publicitaria Jonathan Marder & Company. Somaly se declaró inocente en septiembre de 2014 en una entrevista para la revista Marie Claire e hizo un lanzamiento de una nueva Fundación Somaly Mam poco después.

## Nueva Fundación Somaly Mam
En octubre de 2014 el gobierno camboyano anunció que Somaly no tenía autorización para operar ninguna ONG en territorio camboyano, pero algunos días después removió dicha prohibición. En diciembre del mismo año ya estaba aceptando donaciones para su nueva ONG con sede en Texas, bajo el nombre de "The New Somaly Mam Fund: Voices for Change". Como sucedió en sus primeras campañas, la actriz estadounidense Susan Sarandon se unió a su equipo de campaña. Al respecto, Rigmor Schneider, quien había sido uno de los directivos de la anterior Fundación, le dijo a la prensa que esperaba que "ese capítulo ya fuera cerrado" y que lo que ella estaba diciendo era la verdad. La nueva organización no estaría dedicada al rescate de mujeres y niñas, pero colaboraría con otras ONGs en la rehabilitación y educación de ellas una vez estuvieran libres y pudieran encontrar empleo, según Schneider. También mencionó que la nueva organización pensaba abrir dos centros residenciales, pero que en el momento estaban en la búsqueda de fondos.
El 9 de octubre de 2014 el exmarido de Somaly, Pierre Legros, dijo que no consideraba el artículo de la revista Marie Claire como una buena fuente, porque él mismo le había cedido información a Simon Mark, el periodista de Newsweek que puso en evidencia las inconsistencias en los relatos de Somaly, especialmente en lo referente al supuesto secuestro de su hija. Legros declaró además que el incidente de la redada al Hotel Chai Hour 2 en el cual la organización y Somaly participaron, había tocado de cerca a altos oficiales y por lo cual ciertamente recibieron amenazas y el ofrecimiento de protección por parte de la embajada de EE. UU. También le aseguró a Pri que Somaly tenía al menos dos versiones de su niñez: una que había dado al público francés en 2005 y que contenía una gran cantidad de imprecisiones, una de las cuales tenía que ver con la fundación de la organización en 1995 en la cual ella asegura que hizo la fundación sola, cuando en realidad fueron tres los creadores; y la segunda versión elaborada para el público estadounidense y que aparece como si fuera una traducción del francés en donde se crea una historia diferente con nuevas alteraciones de la realidad: "Yo soy presentado como "trabajador social" en esta versión. Nunca fui un trabajador social", asegura Legros.

## Premios y reconocimientos
- 100 mujeres destacadas: activistas, 2011, The Guardian.[40]
- Mujeres en el Mundo, 2011, The Daily Beast.[41]
- 100 personas más influyentes, 2009, con un artículo escrito por la actriz estadounidense Angelina Jolie, Time Magazine.[42]
- Premio Mundial de los Niños para los Derechos del Niño en Suecia y por su peligrosa lucha para defender los derechos de los niños en Camboya,[43] 2008.[44]
- Premio Dignidad Humana "Roland Berger", 2008.[45]
- Doctorado Honorario de Servicio Público de la Universidad Regis, 2007.[46]
- Héroe CNN, 2006.
- Portadora de la Llama Olímpica, Juegos Olímpicos de Invierno 2006, Ceremonia de Inauguración, Turín, Italia.[47]
- Mujer del Año 2006, Revista Glamour.[48]
- Premio Príncipe de Asturias de Cooperación Internacional, 1998, junto a Fatiha Boudiaf, Rigoberta Menchú, Fatana Ishaq Gailani, Emma Bonino, Graça Machel y Olayinka Koso-Thomas por su trabajo en defensa y por la dignificación de la mujer.